# Alan Zagaew
Alan Zagaew (bulgarisch Алан Цагаев, russisch Алан Цагаев/Alan Zagajew; * 13. September 1977 in Ordschonikidse, Russland) ist ein ehemaliger bulgarischer Gewichtheber und Weltrekordhalter im Stoßen mit 237 kg in der Klasse bis 105 kg.

## Karriere
Der in Russland geborene Alan Zagaew emigrierte 1998 nach Bulgarien. Er erschien erstmals zur Europameisterschaft 2004 auf der internationalen Bildfläche, wo er in der Klasse bis 94 kg 392,5 kg erzielte.
Bereits 5 Monate später trat Zagaew in der Klasse bis 105 kg bei den Olympischen Spielen in Sydney an und steigerte sein Zweikampfergebnis um 30 kg auf 422,5 kg, womit er die Silbermedaille gewann. Zuvor war unklar, ob Zagaew aufgrund des bulgarischen Dopingskandals überhaupt starten dürfte. Nachdem drei bulgarische Medaillengewinner positiv auf Diuretika getestet wurden, sperrte die IWF zuerst die komplette Mannschaft. Der bulgarische Verband klagte vor dem Sportgericht gegen das Urteil und gewann, weswegen Zagaew doch starten konnte.
Bei den Weltmeisterschaften 2001 reichte sein Ergebnis von 405 kg jedoch nur für den achten Platz. Ein Jahr später verbesserte Zagaew seine Leistung wieder und wurde Vizeweltmeister im Zweikampf sowie Weltmeister im Stoßen.
In Vancouver 2004 verhinderten drei ungültige Versuche im Reißen eine Zweikampfplatzierung und Zagaew konnte lediglich im Stoßen die Goldmedaille erringen.
2004 kurz vor den Olympischen Spielen in Athen wurde Zagaew positiv getestet und für zwei Jahre gesperrt.
Als seine Sperre 2006 abgelaufen war, hob er bei den Weltmeisterschaften 385,0 kg im Zweikampf und erlangte Platz 10. Doch bereits zur WM 2007 in Chiang Mai steigerte er sich wieder auf 411,0 kg und wurde zum zweiten Mal Vizeweltmeister.
2008 wurde Zagaew im Vorfeld der Olympischen Spiele mit zehn weiteren bulgarischen Hebern erneut positiv getestet und erhielt als Wiederholungstäter eine lebenslange Sperre.

## Persönliche Bestleistungen
- Reißen: 187,5 kg in der Klasse bis 105 kg bei den Olympischen Spielen 2000.
- Stoßen: 237,5 kg in der Klasse bis 105 kg (aktueller Weltrekord mit 237 kg).
- Zweikampf: 422,5 kg in der Klasse bis 105 kg bei den Olympischen Spielen 2000.